# Oikopleura intermedia
Oikopleura intermedia är en ryggsträngsdjursart som beskrevs av Lúcia Garcez Lohmann 1896. Oikopleura intermedia ingår i släktet Oikopleura och familjen lysgroddar. Inga underarter finns listade i Catalogue of Life.